# Charge Composition Explorer
Charge Composition Explorer (CCE) je vědecká družice NASA vypuštěná 16. srpna 1984 pomocí rakety Delta 3924 z odpalovací rampy 17A na Cape Canaveral. Družice byla určena ke studiu interakce nabitých částic se zemskou magnetosférou, zejména pak iontů lithia a barya, které vypouštěla současně vynesená družice IRM (Ion Release Module). Družice obíhala po eliptické oběžné dráze s perigeem 1095 km a apogeem 49 688 km. Sklon dráhy byl 3,19°, dráhy byla tedy téměř rovníková. Počátkem roku 1985 se na družici začaly objevovat první poruchy a počátkem roku 1989 začal selhávat systém dodávky elektrické energie. Definitivně přestala družice pracovat 12. července 1998.

## Popis
CCE byla rotací stabilizovaná družice (10 ot/min), byla vybavena solárními panely, dodávajícími průměrně 140 W elektrické energie a dobíjejícími akumulátorovou baterii. Pro navedení na eliptickou dráhu byla vybavena motorem Thiokol Star 13B na TPL. Osa rotace je řízena systémem magnetických cívek a tryskami na stlačený plyn.

### Přístrojové vybavení
- Hot Plasma Composition Experiment (HPCE) - je složen z hmotnostního spektrometru (rozsah od 0 do 17 keV) a zařízení pro monitorování elektronů na pozadí (rozsah 50 eV až 25 keV).[2][3]
- Medium Energy Particle Analyzer (MEPA) - přístroj byl určen ke sledování složení a spektra magnetosférických částic. Detekoval částice v rozsahu od 10 keV do 6MeV.[4][5]
- Charge-Energy-Mass Spectrometer (CHEM) - byl spektrometr pro měření hmotností nabytých částic a energetického spektra iontů helia až železa v magnetosféře (rozsah 0,3 až 300 keV) [6][7]
- Plasma Wave Experiment (PWE) - byla dipólová anténa o délce 70 cm, pokrývající frekvence 5 Hz až 178 kHz.[8][9]
- CCE Magnetometer (MAG) - Magnetometr umístěný na tyči o délce 2,4 metru. Pracoval v sedmi automaticky přepínaných pásmech od ±16 nT do ±65 536 nT.[10][11]

## Program AMPTE
Spolu s CCE byly vyneseny další dvě družice, IRM (Ion Release Module, COSPAR 1984-088B) a UKS (United Kingdom Subsatellite, COSPAR 1984-088C). Družice IRM sloužila k vypouštění oblaku iontů lithia a barya. K tomuto účelu nesla 8 kanystrů po 5,8 kg obsahujících LiCuO a 8 kanystrů po 13,5 obsahujících kg BaCuO. Družice CCE a UKS byly určeny ke sledování interakcí takto vypouštěných iontů se zemskou magnetosférou.